# Juno Februata
Juno Februata (lub Februa, Februlis, Februta, Februalis) – rzymska bogini czystości i płodności. Była aspektem wielkiej bogini Junony (odpowiednik greckiej Hery). Szczególnie czczona w lutym, a zwłaszcza w drugiej połowie tego miesiąca. Przydomek Februata pochodzi od łacińskiego słowa februa oznaczającego oczyszczenie (jak pisał Owidiusz: "Ojcowie Rzymu nazywali oczyszczenie - februa").
Wydaje się, że była związana z Juno Luciną (aspekt Junony jako bogini położnic, wzroku i światła - pierwszego światła, które widzi noworodek przy narodzinach).
W źródłach nie spotykamy terminu święta ku czci Juno Februaty. Przez nieporozumienie powstałe w XIX wieku przypisano bogini święto wypadające 14 lutego (jako wigilię Luperkaliów). Stąd niektórzy zaczęli wywodzić genezę Walentynek od święta na jej cześć.